# Język bantik
Język bantik, także toöembantik – wymierający język austronezyjski używany w prowincji Celebes Północny w Indonezji, przez grupę etniczną Bantik w pobliżu miasta Manado .
Należy do grupy języków filipińskich. Geograficznie jest zaliczany do języków minahaskich, niemniej jest blisko spokrewniony z językiem sangir. F. S. Watuseke (1977) określił go jako dialekt sangir.
Poważnie zagrożony wymarciem, jest wypierany przez malajski miasta Manado. Przestał być przyswajany przez dzieci. W latach 90. XX wieku odnotowano, że zachował się w pięciu wsiach (włączonych do miasta Manado), wśród przedstawicieli starszego pokolenia. Według informacji z 2009 r. jego użytkownicy zamieszkują 11 wsi, przy czym młodsze grupy wiekowe znają ten język w ograniczonym stopniu (nie w pełni władają jego strukturą gramatyczną) bądź prawie w ogóle się nim nie posługują. Tym niemniej sama społeczność ma pozytywny stosunek do rodzimego języka i pielęgnuje swoją kulturę.
W 1984 r. oszacowano, że ma 11 tys. użytkowników. Według nowszych danych (2009) posługuje się nim mniej niż 3 tys. osób.
Został udokumentowany w postaci kilku opracowań gramatycznych (Morfologi kata kerja bahasa Bantik, 1980; Struktur bahasa Bantik, 1981; Sistem fokus dalam bahasa Bantik, 1993). Starsze materiały ograniczają się do list słownictwa i zbioru opowiadań. Nie wykształcił piśmiennictwa.